# 共和暦12年憲法

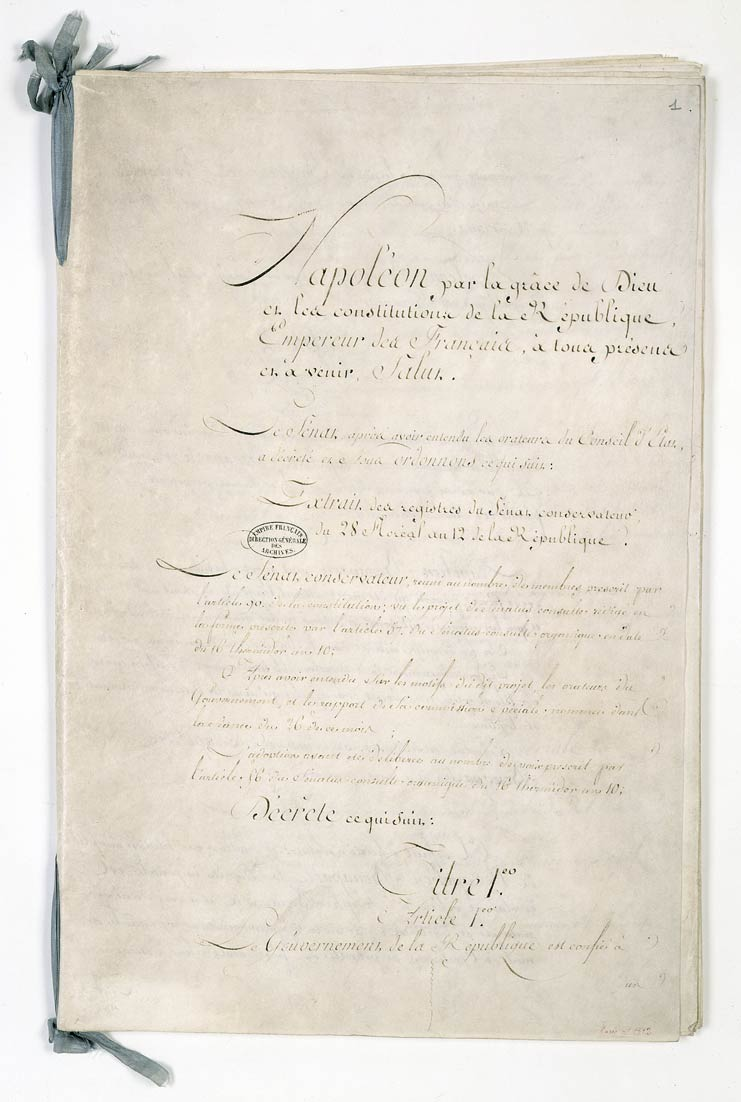
共和暦12年憲法

共和暦12年花月28日の組織的元老院決議（フランス語: Sénatus-consulte organique du 28 floréal an XII）、通称、共和暦12年憲法（フランス語: Constitution de l’an XII）は、第一帝政を樹立した憲法である。共和暦12年花月28日（1804年5月18日）採択。主な修正条項に、護民院を廃止した1807年8月19日の元老院決議（Sénatus-consulte du 19 août 1807）がある。
終身第一統領の要請で護憲元老院が起草し、1804年11月6日のプレビシットで承認された。
本文は142条から成り、第一帝政という新体制を築きながら古風な制度を組み合わせている。

## 主権の新基盤
ナポレオンは、自らの正統性の根拠を引き続き人民の委託に求めながら、王権神授説に従って神の恩寵にも求め、教皇の手で聖別されることとなる。

### 皇帝
「共和国の統治は一人の皇帝に委ねられ、皇帝はフランス人の皇帝という称号を帯びる。」
ナポレオンは、革命家の感情に配慮して国王という称号ではなく皇帝という称号を選んだ。皇帝という称号は、アウグストゥスやシャルルマーニュに倣うもので（フランク・ローマ皇帝）、「無限性（illimité）」も有するため、ナポレオン1世には好ましかった。
憲法は、皇帝の権力の中身について言明することなく、ナポレオン・ボナパルトを皇帝に指名する。

### 帝位継承
帝位は、皇帝の直系子孫が、これを継承する。ただし、アンシャン・レジーム以来の長子相続制により、女子および女系子孫は除かれる。なお、帝位継承者がいないときは、ナポレオン1世は、その兄弟の子孫を養子に迎えることにより、帝位継承者を選ぶことができる。もっとも、この養嗣子は、養子縁組後に誕生した嫡出子に帝位継承順位を譲らなければならない。
養子縁組を認めたことは、ナポレオン1世に帝国の後継者を指名する権限を与えたに等しく、革新的である。

### 帝国の高位高官
憲法は、「帝国六大貴顕官位（six grands dignitaires de l'Empire）」（大選挙侯（grand-électeur）、帝国大書記長（archichancelier de l'Empire）、国務大書記長（archichancelier d'Etat）、大財務官（architrésorier）、大元帥（connétable）、大提督（grand-amiral）からなる）および「帝国の重臣（grands officiers de l'Empire）」（16人の元帥その他の高官からなる）を創設して、宮廷の制度的枠組みを規定する。帝国大貴顕官は、選挙人会を主宰する。
すべての高位高官は、宣誓することが求められる。帝政下の宣誓は王政下のものと異なり、社会全体への敬礼としての性格を有する。

## 新制度

### 元老院
元老院に2つの委員会が設置される。人身の自由に関する委員会は、ジャン＝ジャック・ルノワール＝ラロッシュを委員長として、不当な検挙の監察を担当する。出版の自由に関する委員会は、検閲の濫用の抑制を担当する。もっとも、委員会は、大臣に対して拘束力のない勧告を発することしかできない。

### 護民院
憲法修正により、護民院は、政府提出法案を総会で審議することができなくなった。また、憲法は、5年毎に護民院議員の半数を改選すると定める。
1807年8月19日の元老院決議により、護民院は完全に廃止され、立法院の法案審議に係る委員会に統合されることとなる。